# Bangkuyung
Bangkuyung is een bestuurslaag in het regentschap Pandeglang van de provincie Banten, Indonesië. Bangkuyung telt 2109 inwoners (volkstelling 2010).